# 중화TV 아침 드라마
중화TV 아침 드라마는 중화TV에서 매주 평일에 방송되었던 TV 드라마다.
《TV 외국인》을 마지막으로 중화TV 아침 드라마는 폐지되었다.

## 직품 리스트

### 2000년대
- TV 외국인 : 2007년 12월 17일 ~ 2008년 7월 21일 (해당 작품을 마지막으로 중화TV 아침 드라마 폐지)

## 같이 보기
- KBS 1TV 아침 드라마
- KBS 2TV 아침 드라마
- KBS 2TV TV소설
- MBC 아침 드라마
- SBS 아침연속극
- 중화TV 아침 드라마